# Jean-François Micas
Jean-François Micas, né le 14 mai 1749 à Saint Girons (Ariège), mort le 7 mai 1825 à Toulouse (Haute-Garonne), est un général français de la Révolution et de l’Empire et un ingénieur géographe. Il participe à l'élaboration de la carte de Cassini sur Pleine-Fougères et ses environs entre 1784 et 1785.

## États de service
Il entre en service le 20 mars 1770 comme sous-ingénieur dans le corps des ingénieurs-géographes, et il devient ingénieur le 1er janvier 1773.
Le 28 mars 1792 il passe sous-lieutenant au 53e régiment d’infanterie, et le 16 mai suivant il est nommé adjoint aux adjudants-généraux à l’armée du midi, où il est chargé des reconnaissances et de la castramétation sous les ordres directs des généraux de cette armée. Le 18 novembre 1792, au combat de Sospello, il reçoit un coup de feu qui lui traverse le bras droit. 
Rejoignant l’armée d’Italie, il est nommé adjudant-général chef de bataillon le 25 juin 1793, puis le 21 août suivant il devient adjudant-général chef de brigade à l’état-major du corps d’armée à l’Est de Toulon. Il sert sous les ordres du général Jean François Cornu de La Poype au siège de Toulon et se signale à l'attaque du Mont-Faron.
Il est promu général de brigade le 17 décembre 1793. Il sert sous Dugommier à l'Armée des Pyrénées-Orientales dans les rangs de la division Pierre François Sauret de La Borie. Il participe au siège de Collioure du 6 au 29 mai 1794, et à la bataille de Rocaseins le 13 août 1794. Il sert dans la division Augereau le 7 octobre suivant, et il commande à Perpignan les troupes entre l'Agly et le Tech. 
Nommé général de division le 11 mars 1795. Désigné pour commander l’expédition qui devait avoir lieu dans les Indes orientales, il passe le 19 novembre de la même année à l’armée de Sambre-et-Meuse sous les ordres du général Jourdan. Il prend le commandement à Luxembourg, puis à Liège des quatre département belges affectés à cette armée en mars 1796. Commandant la 25e division militaire à Liège en février 1797, il est réformé le 11 septembre suivant. 
Il est réintégré dans son poste le 13 novembre 1797, et le 1er décembre 1798 il reçoit l’ordre de se rendre dans la 25e division militaire, pour y prendre le commandement d’une subdivision. Il est de nouveau réformé le 31 janvier 1801, et le 27 mai il devient commandant d’armes à Toulon.
Il est fait chevalier de la Légion d’honneur le 11 décembre 1803, et commandeur dans l’ordre le 14 juin 1804. Lors de la première restauration, il est fait chevalier de Saint-Louis, et il est mis à la retraite le 24 décembre 1814.
Il meurt le 7 mai 1825 à Toulouse.

### Sources et bibliographie
- Arthur Chuquet, La jeunesse de Napoléon : Toulon, Armand Colin, 1899, p. 305
- Georges Six, Dictionnaire biographique des Généraux et Amiraux français de la révolution et de l'empire (1792-1814), Gaston Saffroy, Paris, 1974,  (ISBN 2-901541-06-2)
- (en) « Generals Who Served in the French Army during the Period 1789 - 1814: Eberle to Exelmans »
- Thierry Pouliquen, « Les généraux français et étrangers ayant servis [sic] dans la Grande Armée » (consulté le 19 juin 2014)
- « Cote LH/1859/27 », base Léonore, ministère français de la Culture
- (pl) « Napoléon.org.pl »
- A. Lievyns, Jean Maurice Verdot, Pierre Bégat, Fastes de la Légion-d'honneur, biographie de tous les décorés accompagnée de l'histoire législative et réglementaire de l'ordre, tome 3, Bureau de l’administration, janvier 1844, 529 p. (lire en ligne), p. 338.